# 格鬥王
《格鬥王》是緒田太一原作，西条真二作畫的日本寫實格鬥技漫畫。台灣由長鴻出版社代理中文版。

## 概要
秋田書店《週刊少年Champion》於1992年到1994年連載的漫畫。當時的宣傳標語為「超越漫畫的格鬥家們之實錄漫畫！」（漫画を超えた格闘家たちの実録漫画！）。
主角為真實人物佐竹雅昭，以佐竹與正道會館為中心，忠實描繪當時日本格鬥界的情況。

## 登場人物
作品中的登場人物，皆為現實存在的真人
- 佐竹雅昭
- 角田信朗
- 前田日明
- 後川聰之
- Peter Aerts
- Stan The Man
- Andy Hug
- 石川雄規
- 平直行
- Branko Cikatić
- Ernesto Hoost
- Willie Williams
- Chris Dolman
- Dick Vrij
- Volk Han